# 473
473 је била проста година.

## Догађаји
- 3. март – Гундобад (Рицимеров нећак) именује Глицерија за цара Западног римског царства. Цар Лав I одбија да га призна, и бира Јулија Непота за кандидата за западни престо.
- 25. октобар – Цар Лав I додељује свом унуку Лаву II, старом 6 година, титулу цезара.
- Теодорик Страбон потписује мировни уговор са Лавом I, и према условима Готима се плаћа годишњи данак од 2.000 фунти злата. Лав му даје независну државу у Тракији и добија чин магистер милитум.
- Остроготи напуштају Панонију, и селе се у Македонију и Мезију, одакле пустоше Балкан.
- Краљ Еурих наређује инвазију на Италију, али га Глицерије побеђује. Визиготи се повлаче у Галију, и освајају градове Арл и Марсеј.
- Гундобад се враћа у Бургундију, где му је умро отац Гондиок, и постаје краљ Бургундаца.

## Смрти
- Јевтимије Велики